# エドアルド・レオ
エドアルド・レオ（Edoardo Leo、1972年4月21日 - ）は、イタリアの俳優・映画監督・脚本家。

## 略歴
1972年にローマで生まれ、ローマ・ラ・サピエンツァ大学で文学と哲学を専攻して1999年に卒業する一方、演劇コースを受け、1995年にテレビドラマで俳優デビュー、2001年と2004年に出演したコメディシリーズ『Un medico in famiglia』のマルチェロ役で知られるようになり、その後はテレビドラマだけでなく、映画にも出演するようになり、さらに映画監督や脚本家としても活動するようになる。
映画監督としては2015年の映画『俺たちとジュリア』が第60回ダヴィッド・ディ・ドナテッロ賞ダヴィッド・ジョヴァニ賞や第70回ナストロ・ダルジェント賞コメディ作品賞などを受賞している。

## 主な作品

### 出演
- 18 anni dopo (2010)
- ローマでアモーレ To Rome with love (2012)
- Buongiorno papà (2013)
- La mossa del pinguino (2013)
- いつだってやめられる 7人の危ない教授たち Smetto quando voglio (2014)
- Ti ricordi di me? (2014)
- 俺たちとジュリア Noi e la Giulia (2015)
- おとなの事情 Perfetti sconosciuti (2016)
- どうってことないさ Che vuoi che sia (2016)
- いつだってやめられる 10人の怒れる教授たち Smetto quando voglio: Masterclass (2017)
- いつだってやめられる 闘う名誉教授たち Smetto quando voglio - Ad honorem (2017)
- 私が神 Io c'è (2018)
- 幸運の女神 La dea fortuna (2019)
- ある日、ローマの別れ Lasciarsi un giorno a Roma (2021)

### 脚本
- 18 anni dopo (2010)
- Buongiorno papà (2013)
- La mossa del pinguino (2013)
- Ti ricordi di me? (2014)
- 俺たちとジュリア Noi e la Giulia (2015)
- どうってことないさ Che vuoi che sia (2016)
- 私が神 Io c'è (2018)
- ある日、ローマの別れ Lasciarsi un giorno a Roma (2021)

### 監督
- 18 anni dopo (2010)
- Buongiorno papà (2013)
- 俺たちとジュリア Noi e la Giulia (2015)
- どうってことないさ Che vuoi che sia (2016)
- ある日、ローマの別れ Lasciarsi un giorno a Roma (2021)

## 受賞歴
- ダヴィッド・ディ・ドナテッロ賞
  - 2011年
    - 新人監督賞ノミネート『18 anni dopo』

  - 2014年
    - 主演男優賞ノミネート『いつだってやめられる 7人の危ない教授たち』

  - 2015年
    - 脚本賞ノミネート『俺たちとジュリア（イタリア語版）』
    - ダヴィッド・ジョヴァニ賞（イタリア語版）受賞『俺たちとジュリア』

- ナストロ・ダルジェント賞
  - 2011年（イタリア語版）
    - 新人監督賞（イタリア語版）ノミネート『18 anni dopo』

  - 2013年（イタリア語版）
    - コメディ作品賞（イタリア語版）ノミネート『Buongiorno papà』

  - 2014年（イタリア語版）
    - 主演男優賞ノミネート『La mossa del pinguino』『いつだってやめられる 7人の危ない教授たち』『Ti ricordi di me?』
    - 10年特別賞受賞[注 1]

  - 2015年（イタリア語版）
    - コメディ作品賞（イタリア語版）受賞『俺たちとジュリア』

  - 2016年（イタリア語版）
    - 特別賞（イタリア語版）受賞『おとなの事情』[注 2]

  - 2017年（イタリア語版）
    - 原案賞（イタリア語版）ノミネート『どうってことないさ』

  - 2018年（イタリア語版）
    - 原案賞ノミネート『私が神』
    - コメディ映画男優賞（イタリア語版）ノミネート『いつだってやめられる 闘う名誉教授たち』『私が神』
    - 年間ペルソール個人賞[注 3]受賞『いつだってやめられる 闘う名誉教授たち』『私が神』

  - 2020年（イタリア語版）
    - 主演男優賞ノミネート『幸運の女神』[注 4]